# Zaliv sv. Jerneja
Zaliv sv. Jerneja je manjši zaliv, ki se nahaja na najbolj severnem delu slovenske obale, v Lazaretu, nekaj metrov pred slovensko-italijansko mejo. Zaliv leži med Debelim rtičem in Tankim rtičem (v Italiji), večji del pripada Sloveniji, manjši pa Italiji.     
Zaliv je zelo plitek in muljevit, morje v zalivu doseže globino do največ 3 metrov, s čimer je najbolj plitek zaliv v Slovenskem morju. V zalivu se nahaja školjčišče in ribogojnica, ob zalivu pa travnata plaža sv. Jerneja.